# Битва при Булгарофигоне
Битва при Булгарофигоне — состоявшаяся летом 896 года возле города Булгарофигон (современный Бабаэски, Турция) битва между болгарским войском Симеона I и византийской армией под командованием Льва Катакалона; завершилась разгромом византийцев, что позволило болгарам вынудить своих противников заключить невыгодный для тех мирный договор; основной эпизод болгаро-византийской войны 894—896 годов.

## Исторические источники
О битве при Булгарофигоне сообщается в нескольких раннесредневековых исторических источниках. Из них наиболее подробными нарративными источниками являются труды Продолжателя Феофана, Продолжателя хроники Георгия Амартола, Симеона Метафраста, Льва Грамматика, Константина VII Багрянородного, Иоанна Скилицы, Иоанна Зонары и Ибн Джарира ат-Табари.

## Предыстория
Хотя бо́льшую часть IX века элиты Болгарского княжества и Византии провели в мирном сосуществовании, в конце века между ними возникли серьёзные разногласия. С болгарской стороны причиной этого было стремление избавиться от значительно возросшего после христианизации страны византийского влияния, с византийской стороны — желание любыми средствами это влияние сохранить. Особенно отношения между двумя государствами обострились с восшествием в 893 году на престол князя Симеона I, который, по свидетельству византийских авторов, с самого начала правления замышлял захватить византийский престол и только искал повод для войны. Такой случай князю предоставился, когда император Лев VI Мудрый выдворил болгарских купцов из Константинополя, перевёл все торговые операции с ними в Фессалоники и обложил их значительно бо́льшими налогами.
Не добившись отмены этих решений императора дипломатическими средствами, осенью 894 года Симеон I вторгся в византийскую Фракию. Здесь он одержал над войском под командованием Прокопия Кренита и Куртикия крупную победу: множество византийских воинов погибло или было пленено.
Так как основная часть византийской армии в то время сражалась с арабами, Лев VI Мудрый обратился за помощью к жившим между Днепром и Дунаем венграм. Их вожди Арпад и Курсан заключили союз с императором и в начале 895 года венгерское войско под командованием Лиюнтики вторглись в Болгарию, нанеся Симеону I в Добрудже поражение в сражении. В плен к венграм попало множество болгар, которых те продали византийцам. После возвращения в том же году войска Лиюнтики на родину Симеон I заключил союз с печенегами и в 896 году организовал совместный с ними поход против венгров. Во время него возглавлявшиеся бывшим князем Борисом I болгары одержали победу в битве на Южном Буге. В результате венгры должны были покинуть родину и переселиться в Паннонию, основав здесь своё новое государство.

## Сражение

Болгария при Симеоне I

Когда «гордый победой» Симеон I вернулся в Преслав, он через византийского посла Льва Хиросфакта и своего посланца Феодора потребовал от Льва VI Мудрого возвращения всех пленных болгар, ранее переданных византийцам венграми. Намерениям князя способствовала и смерть Никифора Фоки Старшего, незадолго до того лишившегося всех должностей из-за интриг Стилиана Заутцы. В этих условиях император должен был согласиться на все условия Симеона I. Однако уже летом 896 года болгарское войско вторглось во Фракию под предлогом, что византийцы удержали ещё многих славянских пленников.
Поспешно заключив с арабами перемирие, Лев VI Мудрый перебросил «все фемы и тагмы» (то есть все имевшиеся в его распоряжении войска) в Европу, что с учётом арабской угрозы было очень рискованным решением. Командующим армией по совету Стилиана Заутцы был назначен доместик схол Лев Катакалон, военачальник менее талантливый, чем Никифор Фока Старший.
Византийцы двинулись навстречу болгарам и вблизи Булгарофигона встретились с войском во главе с самим Симеоном I. Сначала два военачальника вступили в переговоры об обмене пленных, но те завершились безрезультатно. Возможно 7 июня, два войска сошлись для сражения и в нём, по свидетельству византийских авторов, их соотечественники или «были полностью разбиты, и все погибли» или «обратилась в бегство с большими потерями». Среди павших ромеев был заместитель командующего армией протовестиарий Феодосий. Сам же Лев Катакалон бежал с поля боя в сопровождении всего нескольких приближённых. Поражение византийцев было столь сокрушительным, что один из воинов по имени Лука сразу же после сражения принял схиму и позднее был причислен к лику святых.
После победы при Булгарофигоне болгарское войско направилось к Константинополю, сжигая все попадавшиеся по пути селения. Пленниками болгар стали около 120 000 византийцев. По свидетельству ат-Табари, предложения императора о переговорах были отвергнуты болгарским князем со словами: «Я не оставлю тебя, пока один из нас не победит другого». Этот же автор утверждал, что Лев VI Мудрый был в таком отчаянии после нескольких отказов Симеона I от мира, что собирался набрать армию из арабских военнопленных и послать их против болгар в обмен на освобождение. Однако были ли осуществлены эти намерения, неизвестно. Болгары дошли до Константинополя и даже начали его осаду, но уже вскоре Симеон I вступил с византийцами в переговоры. В «Фульдских анналах» сообщается, что болгарский князь согласился на мир только из-за угрозы нового вторжения венгров.

## Последствия
Столь решительная победа над византийцами, какой была битва при Булгарофигоне, позволила Симеону I в том же году заключить со Львом VI Мудрым чрезвычайно выгодный для болгар мирный договор. Среди прочего, тот предусматривал выплату Византией Болгарскому княжеству ежегодной дани в обмен на возвращение пленных византийцев, неприкосновенность границ империи и передачу Симеону I территорий между Чёрным морем и горами Странджа. Таким образом, этот договор закреплял положение Болгарии как сильнейшего государства Балканского полуострова.